# Anthony Šerić
Anthony Šerić, né le 15 janvier 1979 à Sydney (Australie), est un footballeur qui possède la double nationalité croate et australienne. Il joue au poste de milieu de terrain avec l'équipe de Croatie et le Hajduk Split (1,84 m pour 77 kg).

## Carrière

### En équipe nationale
Il reçoit sa première cape en mai 1998 à l'occasion d’un match contre l'équipe de Slovaquie. 
Šerić participe à trois Coupes du monde avec l'équipe de Croatie : en 1998, 2002 et enfin 2006. Cependant, il ne rentre pas en jeu lors de ces 3 phases finales.

## Palmarès
- 16 sélections et 0 but avec l'équipe de Croatie entre 1998 et 2006.